# Нейтронна зоря

Вела-пульсар спостерігався в 1968 році, як перше пряме свідчення утворення нейтронної зорі в результаті спалаху наднової.

Нейтронна зоря — зоря на завершальному етапі своєї еволюції, що не має внутрішніх джерел енергії та складається переважно з нейтронів, які перебувають у стані виродженого фермі-газу, із невеликою домішкою інших частинок. Густина такого об'єкта, згідно з сучасними астрофізичними теоріями, сумірна з густиною атомного ядра.
Нейтронні зорі — одні з багатьох астрономічних об'єктів, які спочатку було теоретично передбачено, а потім уже відкрито експериментально. 1932 року Ландау припустив існування надщільних зір, рівновага яких підтримується ядерними силами. А 1934 року астрономи Вальтер Бааде й Фріц Цвіккі назвали їх нейтронними зорями й пов'язали з вибухами наднових. Перше загальновизнане спостереження нейтронної зорі відбулося 1968 року, коли було відкрито пульсари.

## Кінцева стадія еволюції зір
Звичайна зоря зберігає свій об'єм завдяки тиску, який утворює газ, розігрітий до високих температур внаслідок ядерного синтезу. Газовий тиск урівноважує гравітаційні сили й протидіє гравітаційному стисканню зорі. Водень, що спочатку є основною складовою зір, внаслідок термоядерних реакцій перетворюється на гелій. У центрі зорі поступово накопичується гелієве ядро, маса якого постійно зростає. Зі зменшенням кількості водню, зменшується потужність термоядерних реакцій і, відповідно, температура в надрах зорі. Газовий тиск стане меншим від гравітаційних сил і відбувається стиснення ядра. Після спалювання більшої частини водню, можливі різні сценарії подальшої еволюції зорі, що залежать від її маси:
- Якщо маса зорі менша половини маси Сонця, подальші ядерні реакції у ній не відбуваються, і вона поступово згасає.
- Якщо маса зорі на головній послідовності більша половини, але менша трьох мас Сонця, то невдовзі після залишення головної послідовності у ній розпочинається потрійна альфа-реакція, в якій гелій перетворюється на карбон. Невдовзі після того зоря перетворюється на білий карлик.
- У зорях із масою 3–8 мас Сонця у ядрі відбуваються подальші ядерні реакції з утворенням важчих елементів (аж до феруму).

Після утворення в зорі залізного ядра подальші ядерні реакції не призводять до виділення енергії. Таким чином, джерела ядерної енергії в надрах зорі майже повністю вичерпано. Якщо маса ядра в цей час перевищує межу Чандрасекара, подальше стиснення призводить до того, що нейтрони в таких умовах стають стабільними частинками. Електрони поєднуються з протонами, і тиск всередині зорі різко зменшується. Центральна частина стискається доти, доки стиснення не буде зупинено тиском виродженої нейтронної речовини. Густина речовини в ядрі стає майже рівною густині атомного ядра. Унаслідок різкого стиснення ядра зовнішні шари зорі падають на ядро — відбувається гравітаційний колапс, який супроводжується спалахом наднової. Внаслідок спалаху зовнішні шари зорі з великою швидкістю викидаються у навколишній простір, а компактне ядро перетворюється на нейтронну зорю.

## Будова нейтронних зір

Схема будови нейтронної зорі

Виміряні маси нейтронних зір (у подвійних системах) становлять 1–2 M☉. Радіус нейтронної зорі становить близько 10–20 км, він зменшується зі збільшенням її маси. Унаслідок збереження моменту кількості руху під час гравітаційного стиснення нейтронна зоря дуже швидко обертається: період обертання становить секунди або навіть частки секунди. 
Нейтронні зорі складаються з атмосфери, оболонки або кори (зовнішньої і внутрішньої) та ядра (зовнішнього і внутрішнього).  
Вважається, що нейтронні зорі мають тверду зовнішню кору, що має кристалічну структуру й складається переважно із заліза (з домішками інших елементів). Товщина кори становить близько десятої частки радіусу. Під зовнішньою корою є внутрішня. Ще глибше розташована вироджена нейтронна рідина (з невеликими домішками протонів та електронів). У центрі густина може перевищувати ядерну. Стан речовини всередині нейтронних зір достеменно невідомий, оскільки в земних умовах його поки що неможливо відтворити.

### Атмосфера
Атмосферою є тонкий шар плазми, в якому формується спектр теплового електромагнітного випромінювання зорі. Товщина атмосфери варіюється від декількох сантиметрів у гарячих нейтронних зір ({\displaystyle T_{eff}=10^{6,5}K}) до декількох міліметрів у холодних ({\displaystyle T_{eff}=10^{5,5}K}). Дуже холодні зорі, а також зорі з дуже сильним магнітним полем, можуть бути зовсім без атмосфери й мати тверду або рідку конденсовану поверхню. У більшості випадків густина в атмосфері зростає з глибиною поступово. Найглибші шари атмосфери можуть мати густину {\displaystyle \rho =10^{-4}-10^{6}}г/см³ залежно від магнітного поля, температури, прискорення вільного падіння й хімічного складу поверхні. Наявність в атмосфері атомів, молекул та іонів в зв'язаному стані суттєво змінює параметри електромагнітного випромінювання, тобто, впливає на спектр.

### Зовнішня оболонка
Зовнішня оболонка (зовнішня кора) має товщину декількох сотень метрів і простягається від атмосфери до шару з густиною {\displaystyle \rho \simeq 4,3\times 10^{11}} г/см³. Її речовина складається з іонів та електронів. Верхньою межею вважається точка, де починається кристалізація кулонівської рідини. Її положення визначається залежністю температури плавлення кулонівського кристалу від густини. У моделі однокомпонентної кулонівської плазми, де нехтують взаємодією електронів з іонами і приймають іони за точкові частинки, кристалізація кристалу визначається рівністю H ~ 100 − 200, де {\displaystyle H={\frac {(Ze)^{2}}{ak_{b}T}}} – параметр кулонівського зв′язку, що характеризує відношення потенційної енергії іонів до кінетичної, де а – радіус іонної сфери. Залежно від зміни температури з глибиною, що визначається віком і еволюцією, точка плавлення для типової оболонки нейтронної зорі перебуває при густині {\displaystyle \rho =10^{6}-10^{9}} г/см³.
При {\displaystyle \rho \gtrsim 10^{4}} г/см³ атоми повністю іонізуються тиском електронів, перетворюючись на атомні ядра.Тонкий (не більше декількох метрів) приповерхневий шар гарячої нейтронної зорі, де густина не перевищує {\displaystyle 10^{6}} г/см³, складається з невиродженого електронного газу. Глибше хімічний потенціал електронів зростає, вони формують сильно вироджений, майже ідеальний газ, який стає релятивістським при {\displaystyle \rho \gtrsim 10^{6}} г/см³ (їх енергія Фермі {\displaystyle E_{F}\thicksim m_{e}c}), а при {\displaystyle \rho \gg 10^{6}} г/см³ — ультра релятивістським. 
У глибоких шарах зовнішньої кори енергія Фермі вироджених електронів зростає настільки, що її вистачає для утворення нейтронів в результаті реакції електронного захоплення:
{\displaystyle \mathrm {p} ^{+}+\mathrm {e} ^{-}\rightarrow \mathrm {n} +{\nu }_{e}\,}. 
Речовина буде збагачуватись нейтронами і втрачати енергію внаслідок випромінювання нейтрино. Біля основи зовнішньої кори, де густина сягає значення {\displaystyle \rho _{d}\simeq 4,3\times 10^{11}} г/см³, відбувається нейтронізація речовини. Ядра настільки заповнені нейтронами, що починають їх випромінювати. Цей стан називається neutron drip ({\displaystyle \rho =\rho _{d}}).

### Внутрішня оболонка
Товщина внутрішньої оболонки (внутрішньої кори) може досягати декількох кілометрів (зазвичай ~ 2 км). Густина збільшується до {\displaystyle \sim 0,5\rho _{0}} ({\displaystyle \rho \simeq 1,4\times 10^{14}} г/см³), де {\displaystyle \rho _{0}=2,8\times 10^{14}} г/см³ – ядерна густина. Речовина складається з електронів, вільних нейтронів й атомних ядер з надлишком нейтронів. Зі зростанням густини кількість вільних нейтронів збільшується. Більшість нейтронів перебувають у надплинному стані. Тиск у внутрішній корі створюється виродженими нейтронами. 
Надтекучість може призводити до зниження їх теплоємності. Це свідчить про те, що основний внесок у теплоємність належить атомним ядрам. Вони формують кристалічну ґратку, що підтримується кулонівськими силами (кулонівський або вігнеровський кристал). Електрони не дають суттєвого внеску в теплоємність внутрішньої кори, адже вони є релятивістськими й сильно виродженими. При цьому ними в основному забезпечується електропровідність у внутрішній корі. Розсіяння електронів на фононах іонної кристалічної ґратки домінує при відносно високих температура, у той час як розсіяння на дефектах кристалічної ґратки й домішках – при низьких. Ядра не дають суттєвого вкладу в електропровідність, оскільки зафіксовані у вузлах кулонівської кристалічної ґратки. Теплопровідність забезпечується електронами, фононами і надтекучими нейтронами. При наявності дефектів ґратки, погіршується електронна теплопровідність.
На межі з ядром нейтронної зорі іонів вже майже немає, а речовина являє собою суміш нейтронної, протонної й електронної рідин. Біля основи внутрішньої кори, де {\displaystyle \rho =10^{14}-1,5\times 10^{14}} г/см³ ядра можуть зливатися в кластери й набувати некулястої форми. Це пов'язано з тим, що куляста форма атомного ядра в рамках моделі рідкої краплини, яка мінімізує поверхневу енергію, енергетично вигідна лише при низькій густині. Шар такої речовини між оболонкою й ядром нейтронної зорі називають мантією. Однак її наявність передбачається не всіма сучасними моделями, для деяких із них він не є енергетично вигідним. 

### Зовнішнє ядро
Зовнішнє ядро нейтронної зорі зазвичай має товщину порядку декілька кілометрів і густину речовини 0,5 – 2 {\displaystyle \rho _{0}} ({\displaystyle \rho \simeq 1,4\times 10^{14}-4,8\times 10^{14}} г/см³). Речовина являє собою сильно вироджену надтекучу нейтронну рідину з домішками надтекучої протонної рідини, електронів і мюонів. Протонна надтекучість супроводжується надпровідністю, що впливає на еволюцію внутрішніх магнітних полів. Надтекучість зменшує теплоємність речовини і швидкість нейтринних реакцій. Але на певних стадіях охолодження в тих ділянках зорі, де температура опускається нижче критичної, надтекучість, навпаки, призводить до додаткового нейтринного випромінювання за рахунок утворення куперівських пар нуклонів.
Нуклони, що взаємодіють за допомогою ядерних сил, формують сильно взаємодіючу (неідеальну) нерелятивістську фермі-рідину, в той час як лептони – майже ідеальний фермі-газ. Енергія Фермі всіх частинок, що дають внесок у визначення рівняння стану ядра, у таких умовах на багато порядків перевищує кінетичну теплову енергію, тому добрим наближенням для опису стає рівняння стану холодної ядерної матерії. Залежність тиску від густини й температури Р(ρ,Т) заміняється однопараметричною залежністю Р(ρ) при Т → 0.
Густину енергію для речовини в зовнішній корі можна представити у вигляді:
{\displaystyle E(n_{n},n_{p},n_{e},n_{\mu })=E_{N}(n_{n},n_{p})+E_{e}(n_{e})+E_{\mu }(n_{\mu })}, 
де {\displaystyle n_{e},n_{p},n_{n},n_{\mu }} – концентрація електронів, протонів, нейтронів і мюонів відповідно. Рівняння стану і концентрації частинок визначається мінімумом густини енергії при фіксованій об′ємній густині баріонів {\displaystyle n_{b}=n_{n}+n_{p}} і умовою електронейтральності. Мають виконуватись співвідношення {\displaystyle \mu _{n}=\mu _{p}+\mu _{e}} і {\displaystyle \mu _{\mu }=\mu _{e}} для хімічних потенціалів частинок, що виражають умови рівноваги по відношенню до реакцій електронного і мюонного β-розпаду і  β-захоплення:
{\displaystyle n\rightarrow p+e+{\tilde {\nu _{e}}}}, {\displaystyle n\rightarrow p+\mu +{\tilde {\nu _{\mu }}}},
{\displaystyle p+e\rightarrow n+\nu _{e}}, {\displaystyle p+\mu \rightarrow n+\nu _{\mu }}.
При цьому хімічним потенціалом нейтрино і антинейтрино можна знехтувати, оскільки речовина нейтронної зорі є прозорою для нейтрино, тому відразу після народження вони вільно залишають зорю. Електрони в корі є ультрарелятивістськими, мюони – релятивістськими. Коли рівновагу знайдено, тиск визначається за формулою {\displaystyle P=n_{b}^{2}{\frac {d(E/n_{b})}{dn_{b}}}}.
Побудова рівняння стану для зовнішнього ядра зводиться до пошуку функції {\displaystyle E_{N}(n_{n},n_{p})}. Найбільш успішним підходом до вирішення цієї задачі нині вважається модель Акмаля—Пандхаріпанде—Ревенхолла (APR). Вона ґрунтується на використанні варіаційного принципу квантової механіки, при якому шукається мінімум енергії, розрахований для пробної хвильової функції. В даному випадку пробна функція будується на основі дії лінійної комбінації операторів, що описують допустимі перетворення симетрії в координатному, спіновому та ізоспіновому просторах, на детермінант Слейтера, побудований із хвильових функцій вільних нуклонів. Різні версії моделі APR відрізняються ефективними потенціалами міжнуклонної взаємодії, що використовувалися для розрахунку середньої енергії. Найкраща кореляція між теорією й експериментальними даними досягається за рахунок комбінації двохчастинкового і трьохчастинкового міжнуклонних потенціалів.
Існують також інші моделі, які описують стан зовнішнього ядра, такі як FPS і SLy. Основна відмінність Sly від FPS полягає в уточненні параметрів ефективного функціоналу густини енергії з урахуванням сучасних експериментальних даних. Перевага цих двох моделей перед іншими полягає в тому, що їх можливо застосовувати не лише до ядра, а і до кори нейтронної зорі, що дозволяє визначати розташування межі між корою й ядром на шкалі густини.
Загальним недоліком вищеназваних моделей є те, що при описанні адронів використовується теорія, яка не є лоренц-інваріантною. Такий опис стає неточним в центральній частині ядра, де швидкості нуклонів на поверхні Фермі можуть наближатися до швидкості світла.

### Внутрішнє ядро
Внутрішнє ядро має густину {\displaystyle \rho \geq 2\rho _{0}} (центральна густина може досягати 10–15 {\displaystyle \rho _{0}} ) і радіус кілька кілометрів. Воно є в досить масивних нейтронних зорях {\displaystyle M\geq 1,4-1,5M_{\odot }}, бо в зорях менших мас густина не досягає значення {\displaystyle \rho \geq 2\rho _{0}}. У маломасивних зорях зовнішнє ядро простягається до самого центру.
Склад і властивості речовини у внутрішньому ядрі на даний час достеменно невідомі. Відомі теоретичні моделі наступні можливі варіанти.
1. Гіперонізація речовини – появу {\displaystyle \Lambda _{-}} та  {\displaystyle \mathrm {E} ^{-}}- гіперонів. У таких випадках нейтринна світність посилюється на 5-6 порядків у порівнянні зі стандартною світністю її зовнішнього ядра за рахунок реакцій модифікованого урка-процесу [Прим. 1][5].
2. Піонна конденсація – формування бозе-конденсату, що має властивості {\displaystyle \pi }-мезонів (піонів). Бозе-конденсації піонів в ядерній матерії в звичайних умовах перешкоджає сильне піон-нуклонне відштовхування. Однак в екстремально густому середовищі можуть виникати колективні збудження – квазічастинки, що мають властивості піонів, які можуть конденсуватися з втратою трансляційної інваріантності.[6] Дослідження виявили можливість формування різних фаз піонного конденсату, а також велике значення кореляцій між нуклонами для його існування. Виявилось, що короткодіючі кореляції і формування упорядкованих структур в густій матерії ускладнюють піонну конденсацію.[7]
3. Каонна конденсація – формування конденсату з К-мезонів (найлегші дивні мезони). Його наявність може підсилювати нейтринну світність на декілька порядків. В ядрі нейтронної зорі вони формуються в результаті процесів {\displaystyle e+N\rightarrow K^{-}+N+\nu _{e}},  {\displaystyle n+N\rightarrow p+K^{-}+N}, де N – нуклон, участь якого забезпечує збереження імпульсу та енергії у виродженій речовині. {\displaystyle K^{-}}мають меншу масу, ніж ізольований К-мезон, що робить можливою їх бозе-конденсацію.
4. Деконфайнмент – фазовий перехід до кваркової матерії, яка складається з майже вільних u, d, s-кварків з невеликою кількістю електронів. Оскільки адрони складаються з кварків, то фундаментальні описи густини матерії повинні враховувати кваркові ступені вільності. При низькій густині кварки не можуть перебувати у вільному стані внаслідок конфайнменту, зумовленого збільшенням сили зв'язку при низьких енергіях. Однак, зі збільшенням густини і, відповідно, характерних енергій частинок, баріони зливаються з утворенням кваркової матерії.

Вибір залежить від використаної теоретичної моделі колективних фундаментальних взаємодій. Останні три варіанти називають «екзотичними», бо вони можливі не для всіх сучасних моделей речовини.

## Охолодження нейтронних зір
Нейтронні зорі народжуються дуже гарячими. Гравітаційна енергія, що виділяється при колапсі ядра становить порядку {\displaystyle 10^{53}} ерг. Близько 90 % цієї енергії виноситься нейтрино в перші 10–20 секунд після вибуху наднової. Подальший процес охолодження нейтронних зір відбувається за рахунок двох різних механізмів – нейтринного і фотонного охолодження. 
Нейтринне відбувається за рахунок випромінювання нейтрино й антинейтрино з центральної області, а фотонне — за рахунок електромагнітного випромінювання з поверхні нейтронної зорі. Нейтринний механізм більш ефективний, поки температура центральних областей перевищує {\displaystyle T\sim 10^{8}K}, що відповідає температурі поверхні {\displaystyle T\sim 10^{6}K}. Ця стадія триває {\displaystyle 10^{5}-10^{6}} років. 
Математично процес охолодження нейтронної зорі описується рівнянням дифузії тепла всередині зорі з урахуванням об’ємних (нейтринне охолодження) і поверхневих (фотонне охолодження) втрат енергії в межах сферично-симетричної задачі. Для кожної теоретичної моделі нейтронної зорі можна побудувати криву охолодження — залежність повної теплової фотонної світності від часу, що минув з моменту утворення нейтронної зорі. Складовими частинами теорії охолодження є: теплоємність і теплопровідність ядра нейтронної зорі, величина нейтринних втрат енергії, теплопровідність кори зорі, яка визначає зв′язок центральної й поверхневої температур.
Протягом перших 100–1000 років з моменту утворення нейтронної зорі процеси переносу тепла в ній дуже складні, оскільки на цій стадії температури різних частин зорі суттєво відрізняються одна від одної. Оболонка гарячіша за ядро, яке охолоджується за рахунок нейтринного механізму. На цій стадії електромагнітне випромінювання зорі неможливо спостерігати через велику оптичну товщину скинутої оболонки наднової. Після першої стадії теплової релаксації ядро нейтронної зорі стає майже ізотермічним, і перепад температур ядра і поверхні визначається теплопровідністю кори.
Наявність протонної та нейтронної надплинності і поведінки їх критичних температур є додатковими параметрами задачі охолодження нейтронної зорі. Наявність і властивості надплинності сильно залежать як від самого рівняння стану, так і від методу врахування багаточастинкових ефектів. Важливість надплинності полягає в тому, що її наявність може частково або повністю пригнічувати урка-процеси і, таким чином, суттєво змінювати криві охолодження нейтронних зір. 

## Спостереження

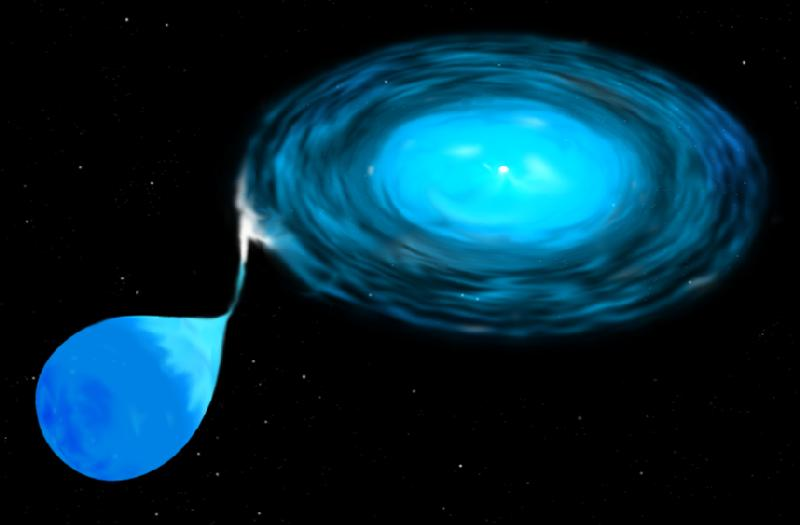
Акреційний диск у подвійній системі

Головні ознаки нейтроної зорі, від яких залежать її спостережні прояви, — це обертання, акреція і магнітне поле. 
Нейтронні зорі спостерігаються у всіх діапазонах електромагнітного спектра. Більшість з них спостерігаються як радіопульсари. Приблизно 150 відомих нейтронних зір входять до подвійних систем з акрецією і виявляють себе головним чином рентгенівським випромінюванням акреційного диску і спалахами, що виникають в результаті термоядерного горіння акреційної речовини в зовнішніх шарах зорі. Деякі з таких систем формують рентгенівські транзієнти. У них періоди активної акреції, що тривають протягом днів і тижнів, чередуються з довгими періодами спокою тривалістю від декількох місяців до років, коли реєструється рентгенівське випромінювання нагрітої поверхні зорі.
У результаті процесів охолодження, нагрівання і теплопереносу поверхня нейтронної зорі стає джерелом теплового випромінювання зі спектральним максимумом на ділянці м'якого рентгену. 
Нейтронна зоря має дуже низьку світність (внаслідок невеликого розміру). Безпосередньо спостерігати саму нейтронну зорю важко. Спостереження ведуть опосередковано, через ті ефекти, які спричинюють особливості нейтронної зорі.
У Всесвіті досить поширені подвійні зоряні системи. Якщо одна з зір подвійної системи перетворилась на нейтронну зорю, то можливе перетікання речовини другої зорі на нейтронну зорю (акреція) й утворення акреційного диску. Акреційний диск може мати високу світність за рахунок вивільнення гравітаційної енергії й слугує ознакою існування в подвійній системі компактного й масивного зоряного об'єкта.

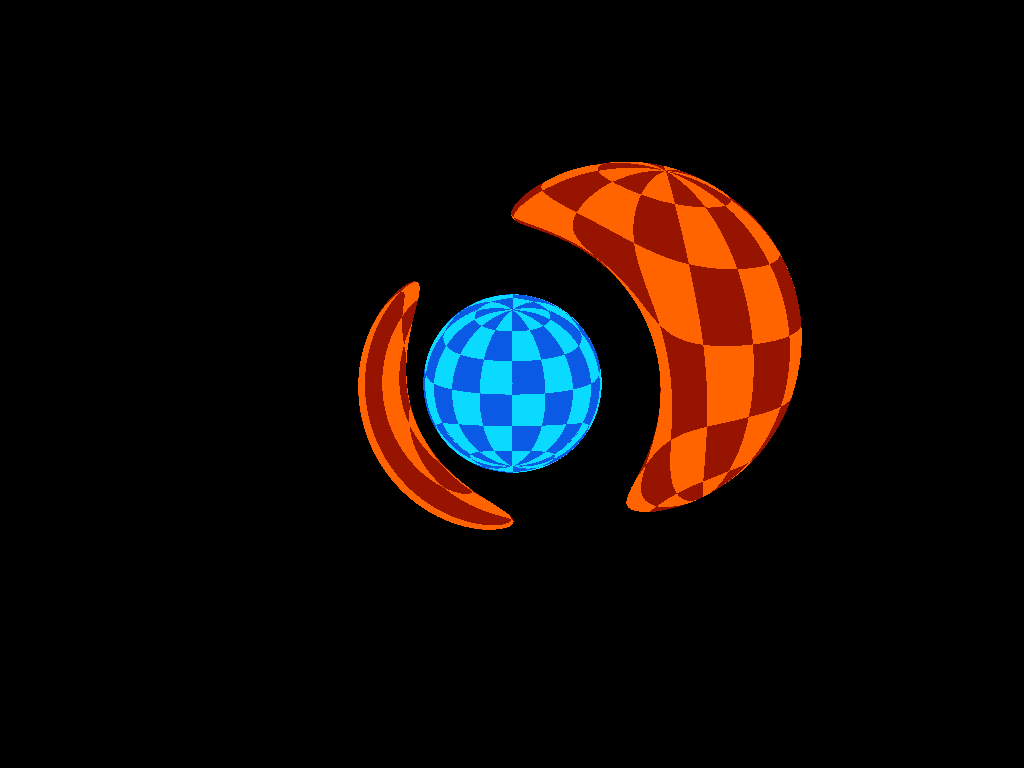
Схема гравітаційного лінзування нейтронною зорею

Якщо нейтронна зоря має потужне магнітне поле, то речовина з акреційного диску випадає на ділянках магнітних полюсів. Кінетична енергія речовини, що падає, перетворюється на електромагнітне випромінювання. Обертання призводить до появи пульсара — спостерігається астрономічний об'єкт, що випромінює у імпульсному режимі. Частота пульсацій визначається періодом обертання. 
Також поодинокі нейтронні зорі можуть бути виявлені завдяки явищу гравітаційного фокусування (при проходженні нейтронної зорі між звичайною зорею і спостерігачем відбувається візуальне збільшення яскравості зорі, оскільки гравітаційне поле нейтронної зірки викривлює рух світла).